# Leucopogon riparius
Leucopogon riparius är en ljungväxtart som beskrevs av N. A. Wakefield. Leucopogon riparius ingår i släktet Leucopogon och familjen ljungväxter. Inga underarter finns listade i Catalogue of Life.